# Eldsjön, Ångermanland
Eldsjön är en sjö i Sollefteå kommun i Ångermanland och ingår i Ångermanälvens huvudavrinningsområde. Sjön har en area på 0,299 kvadratkilometer och ligger 262,1 meter över havet. Sjön avvattnas av vattendraget Edslan.

## Delavrinningsområde
Eldsjön ingår i det delavrinningsområde (703745-152629) som SMHI kallar för Utloppet av Eldsjön. Medelhöjden är 353 meter över havet och ytan är 10,33 kvadratkilometer. Räknas de 3 avrinningsområdena uppströms in blir den ackumulerade arean 63,16 kvadratkilometer. Edslan som avvattnar avrinningsområdet har biflödesordning 3, vilket innebär att vattnet flödar genom totalt 3 vattendrag innan det når havet efter 115 kilometer. Avrinningsområdet består mestadels av skog (88 procent). Avrinningsområdet har 0,3 kvadratkilometer vattenytor vilket ger det en sjöprocent på 2,9 procent.